# Aloe limpida
Aloe limpida é uma espécie de liliopsida do gênero Aloe, pertencente à família Asphodelaceae.